# Bohdan Jałowiecki
Bohdan Maria Jałowiecki (ur. 26 lutego 1934 w Warszawie, zm. 9 grudnia 2020 tamże) – polski socjolog, specjalizujący się w socjologii miasta, gospodarce miejskiej i zarządzaniu miastami, rozwoju lokalnym oraz polityce regionalnej; nauczyciel akademicki związany z uczelniami w Katowicach i Warszawie.
W latach 60. XX w. przejawiane przez Jałowieckiego zainteresowanie tematyką socjologii wsi odnosiło się do badań nad industrializacją i urbanizacją kraju, w tym wpływu tych procesów na przemiany społeczności wiejskich i ich relacji z otoczeniem (rodzina, społeczności lokalne oraz region). Jałowieckiego interesowały przede wszystkim wiejskie społeczności atypowe: niechłopskie, wsie robotnicze, pegeerowskie, których specyfikę ukazuje, zestawiając je ze wsiami chłopskimi. Do analizy przestrzeni międzyludzkiej Jałowiecki włączył także (prekursorsko) kategorię gender, ówcześnie w kwestii, czy kobieta, zwłaszcza po zamążpójściu, powinna pracować zarobkowo. To zainteresowanie atypowymi zbiorowościami wiejskimi nie jest przypadkowe: było to programowe przeciwstawienie się panującemu w polskiej socjologii wsi chłopocentryzmowi i postrzeganiu wsi jako jednorodnej społecznie, „co czyni ją płaską, jednowymiarową”. 

## Życiorys
Syn Bohdana i Haliny. Studiował etnologię na Uniwersytecie Jagiellońskim i uzyskał w 1956 roku tytuł zawodowy magistra. W 1965 roku otrzymał stopień naukowy doktora nauk humanistycznych na Uniwersytecie Adama Mickiewicza w Poznaniu. W 1975 roku Rada Wydziału Nauk Społecznych Uniwersytetu im. Adama Mickiewicza w Poznaniu nadała mu stopień naukowy doktora habilitowanego nauk humanistycznych w zakresie socjologii. W 1979 roku Rada Państwa PRL nadała mu tytuł profesora nauk humanistycznych.
Zawodowo związany był z uczelniami w Katowicach i Warszawie. W latach 1977–1978 był dziekanem Wydziału Nauk Społecznych Uniwersytetu Śląskiego w Katowicach. Na uczelni tej ponadto w latach 1978–1979 piastował urząd prorektora. W latach 1981–1986 pracownik Instytutu Rozwoju Wsi i Rolnictwa PAN. Wykładał na Uniwersytecie Warszawskim jako profesor zwyczajny na Wydziale Geografii i Studiów Regionalnych (w Instytucie Gospodarki Przestrzennej), a potem od 1991 w Centrum Europejskich Studiów Regionalnych i Lokalnych (EUROREG). Był też kierownikiem Katedry UNESCO Trwałego Rozwoju na UW. Pracował także jako kierownik Katedry Socjologii Społeczności Lokalnych i Regionalnych w Szkole Wyższej Psychologii Społecznej w Warszawie. Był wykładowcą w Katedrze Rozwoju Regionalnego i Lokalnego na Wydziale Gospodarki Przestrzennej w Wyższej Szkole Finansów i Zarządzania w Białymstoku.
Był członkiem Komitetu Przestrzennego Zagospodarowania Kraju oraz Komitetu Naukoznawstwa Polskiej Akademii Nauk, Polskiego Towarzystwa Socjologicznego oraz Sekcji Polskiej Regional Studies Association, redaktorem naczelnym czasopisma „Zagadnienia Naukoznawstwa”. Za osiągnięcia na polu naukowym i dydaktycznym był wielokrotnie nagradzany i odznaczany m.in. Srebrnym Krzyżem Zasługi, Krzyżem Kawalerskim Orderu Odrodzenia Polski (2002). Autor ponad 120 publikacji naukowych.